# Casacalenda
Casacalenda är en ort och kommun i provinsen Campobasso i regionen Molise i Italien. Kommunen hade 2 018 invånare (2018).